# Trebisonda
Trebisonda (Trapezunta en griego, Trabzon en turco) es una ciudad de Turquía, ubicada junto al mar Negro. Es capital de la provincia de Trebisonda, una de las 81 en que está dividida Turquía, y que son administradas por sendos gobernadores (Vali) designados por el Gobierno central. El alcalde de la ciudad de Trebisonda es Orhan Fevzi Gümrükçüoğlu. La población asciende a 807 903 habitantes.
Desde su fundación por colonos griegos en el siglo VIII a. C. , Trebisonda, capital de la región de Ponto, ha constituido uno de los principales centros comerciales y políticos de la costa sur del mar Negro. En la Edad Media, fue parte de la ruta de la Seda; Marco Polo pasó allí a su regreso de China, cuando la ciudad era la capital del Imperio de Trebisonda, que fue separado del Imperio bizantino por la cuarta cruzada en 1204 y siguió siendo independiente hasta 1461 cuando fue conquistada por el sultán otomano Mehmed II.
Reducida al rango de capital provincial, Trebisonda conservó su diversidad étnica y religiosa, y sus numerosas colonias de comerciantes, hasta principios del siglo XX, cuando los dos genocidios de los griegos pónticos y de los armenios erradicaron el cristianismo oriental, mayoritario hasta entonces. Su puerto sigue siendo importante en la economía turca, esencialmente como un centro de comercio entre Oriente Medio (especialmente Irán), el Cáucaso y los demás países que bordean el mar Negro.

## Toponimia
Trabzon fue llamado en latín Trapezus, que es la latinización del griego antiguo Τραπεζοῦς (Trapezous) que fue el primer nombre conocido de la ciudad. (Tράπεζα significa "mesa" en griego antiguo y moderno, y se la llamó así debido al relieve del territorio en el cual se encuentra la ciudad). Tanto en el idioma griego póntico como en el griego moderno se llama a esta ciudad Τραπεζούντα (Trapezunta).

## Historia

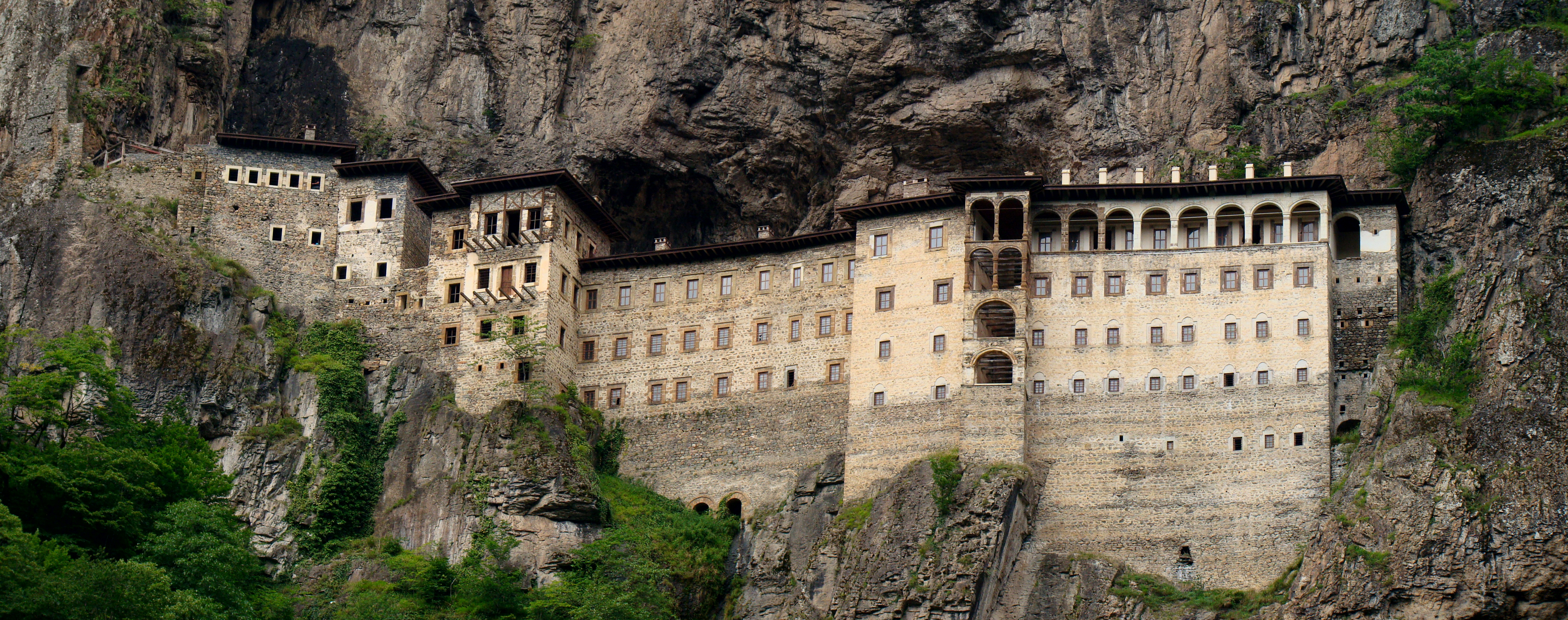
El monasterio de Sumela, que fue fundado en el año 386 d. C., es una importante atracción turística del parque nacional de Altındere.

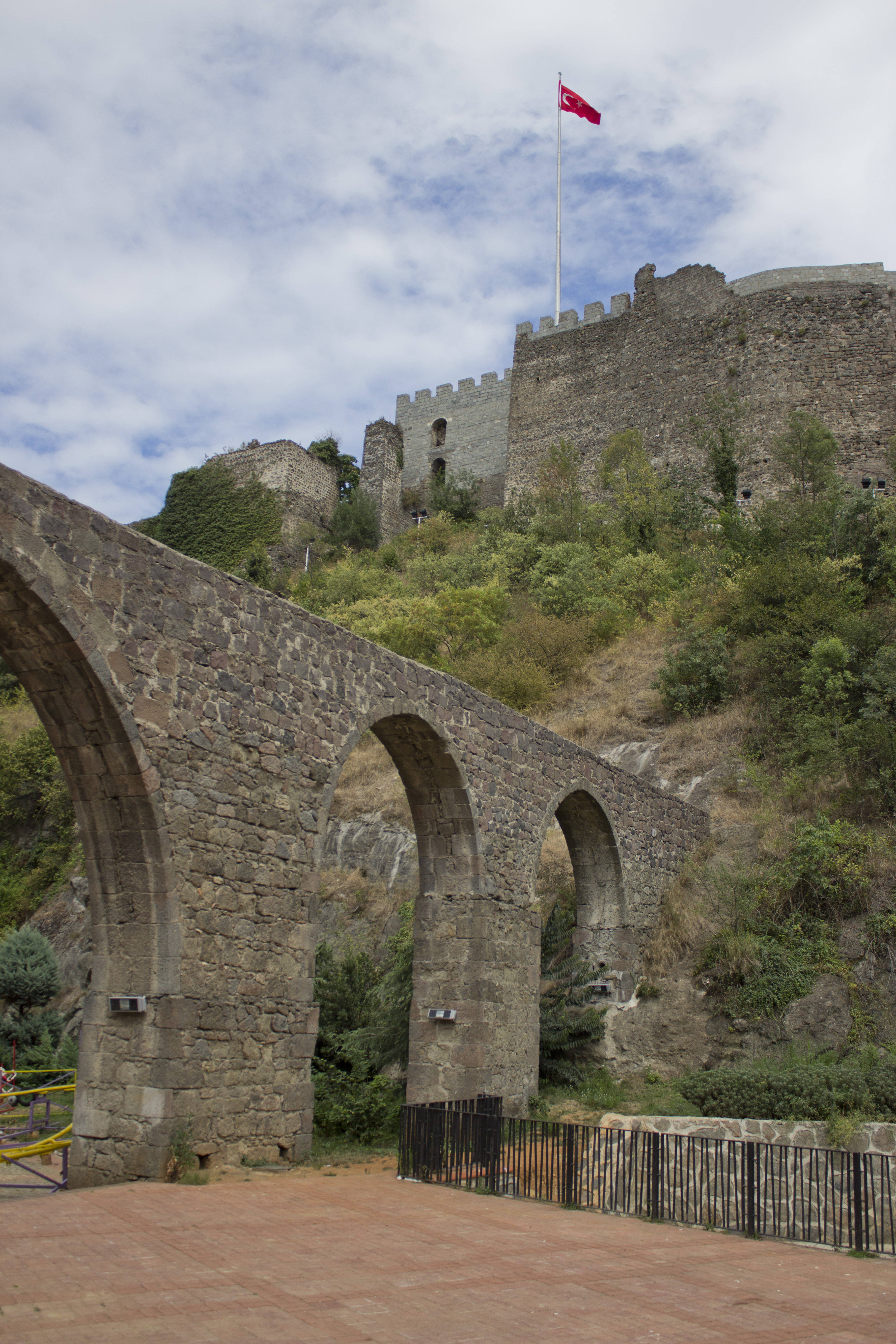
El acueducto y los muros de la ciudad.

### Edad Antigua
Trebisonda fue fundada en el siglo VIII a. C. por comerciantes griegos originarios de Mileto. Cuando Jenofonte y «Los Diez Mil» mercenarios griegos escaparon de Persia y llegaron a Trebisonda, esta era tributaria de Sinope. Por su parte, el Periplo de Pseudo-Escílax, dice que la tribu de los macrocéfalos vivían en la ciudad, siendo vecinos de los bequires y de los mosinecos.
Sin embargo, no fue hasta que pasó a dominio romano que Trebisonda comenzó a prosperar. Esa bonanza económica terminó cuando fue saqueada por los godos en el año 257 tras la victoria de éstos sobre las fuerzas del emperador Valeriano. Pero la ciudad se recuperó posteriormente y formó parte de la provincia del Ponto Polemoniaco (dentro la diócesis del Ponto).

### Imperio bizantino
Desde 395 Trebisonda quedó bajo dependencia del Imperio bizantino de Constantinopla. En su condición de puerto bizantino más cercano a Armenia, ubicado además en una frontera crítica del Imperio, Trebisonda fue reconstruida de manera prominente en las campañas orientales del emperador Justiniano I quien reinó de 527 a 565. En el siglo IX, la ciudad se convirtió en la capital de una nueva provincia militar de Caldia, y a partir de ese momento la ciudad fue un centro comercial con Oriente. 
Basilio II, hizo servir la ciudad de base para avanzar hacia regiones como Ani o Kars, a Armenia, y a Vaspurakan y otras regiones y hacia Georgia. En 1021, reunió tropas para atacar (Abjasia) y mientras, recibió a un emisario del rey de Vaspurakan que le cedía el reino (muy amenazado) a cambio de tierras en Anatolia. Durante el siglo siguiente, la región fue invadida por los turcos selyúcidas, y en 1071, la batalla de Manzikert puso fin al dominio bizantino en buena parte de Anatolia, pero Trebisonda no pudo ser ocupada por los turcos y más tarde los bizantinos recuperaron posiciones. 
Hacia 1080, Trebisonda fue conquistada por Malik Shah I y el emperador envió a Teodoro Gabras a reconquistarla, y lo consiguió y dominó vastos territorios de los alrededores, pero en 1098 fue derrotado y muerto por el emir de Sivas (Danishmend) en el río Koruk, cerca de Bayburt. Su hijo Gregorio Gabras que le sustituyó, actuó independientemente de los bizantinos y casó a su hija con el emir de Sivas (1106). Esta virtual independencia se acabó cuando el emperador Juan II Comneno le hizo prisionero y le llevó a Constantinopla (1118), donde poco después fue perdonado. Al año siguiente, Constantino Gabras pasó a ser gobernador de Trebisonda, y a partir de entonces concertó alianzas con emires de la zona, pero fue derrotado por el emir de Sivas (aliado del de Malatya), cerca de Siran. Constantino fue hecho prisionero y hubo de pagar rescate para su libertad; los vencedores no sacaron provecho de la victoria y se pelearon entre ellos. En 1139 Juan II, inició una campaña contra los danisméndidas y Constantino negoció con él un tratado (garantizando la retaguardia), como si fuese un soberano. Juan II no tardó en marchar al territorio de Constantino que se hubo de someter.

### Imperio de Trebisonda

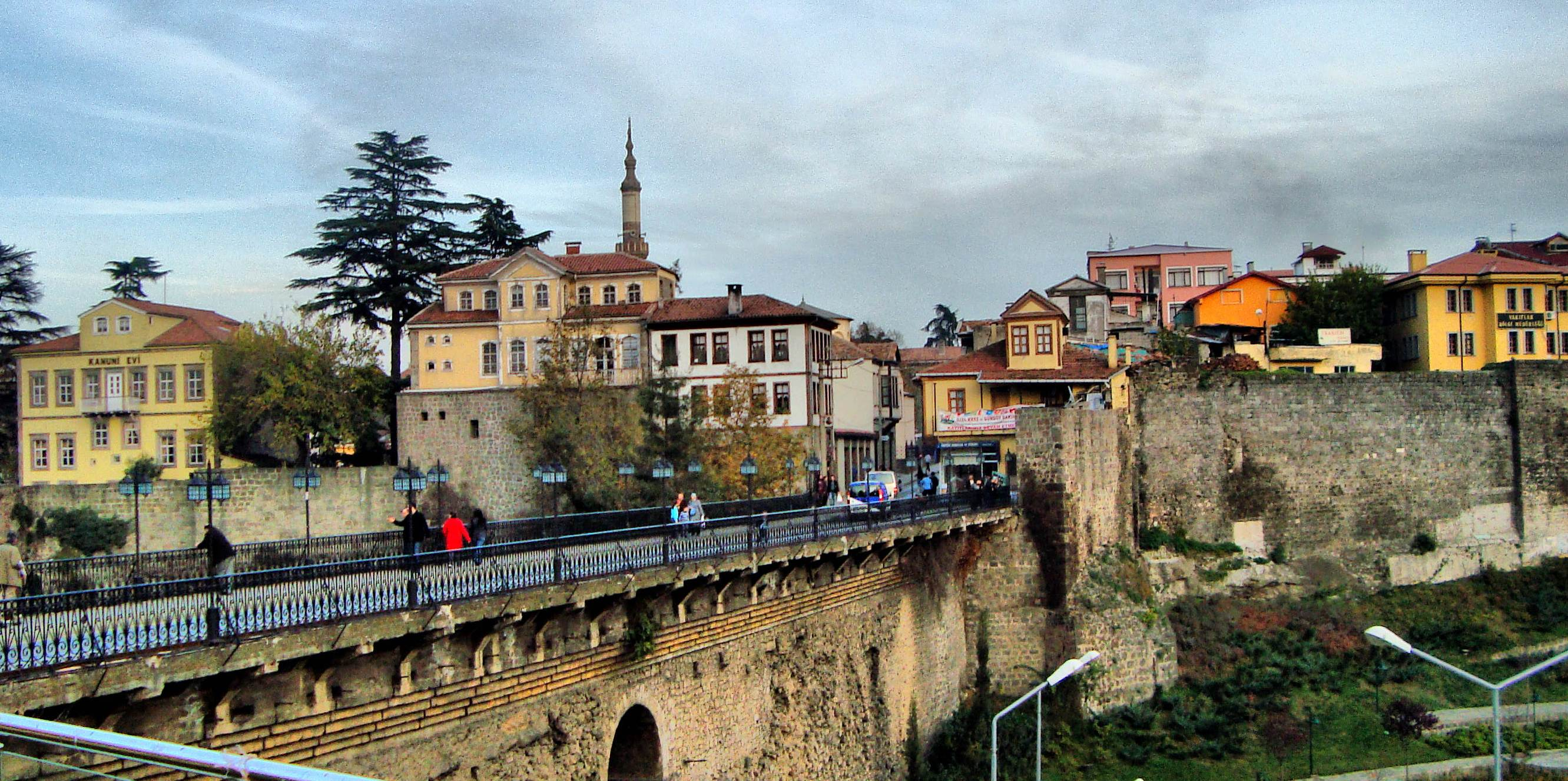
La zona vieja de la ciudad.

De 1204 a 1461, Trebisonda constituyó un imperio de raíz bizantina, establecido con ayuda georgiana por la Dinastía de los Comnenos. El primer emperador fue Alejo I de Trebisonda, que junto con su hermano David Comneno, había huido de Constantinopla tras la invasión por parte del Imperio latino. Alejo, heredero de la familia real bizantina, ayudado por la Reina Tamara de Georgia, se proclamó a sí mismo como el legítimo emperador bizantino. Logró repeler el Sitio de Trebisonda entre 1205 y 1206, y David se encargó de conquistar las ciudades del Ponto, como Amisos (Samsun), Sinope, Kastamonu, Amastris y Heraclea del Ponto. En 1205, aliado con los latinos, atacó Nicomedia, pero fue derrotado por Teodoro I Láscaris de Nicea; en 1206, David fue de nuevo derrotado por Teodoro y murió.
Manuel I inició su reinado en 1238, conquistando Sinope en 1254, pero el Imperio la volvió a perder en 1266 al morir Manuel. Su hijo Jorge intentó expandirse otra vez hacia Sinope en 1277, pero fue derrotado y los turcos ocuparon todas las tierras al oeste de Samsun. Hacia 1290 se había perdido también la región de Halibia (actual Unye), y aún se perdieron más territorios en las campañas de los emires turcos de 1313 y 1323. Además, tras la muerte de Basilio de Trebisonda en 1340, estalló la guerra civil durante diez años. los turcomanos intentaron ocupar el país en 1340 y en un asalto la ciudad fue incendiada. En 1348, estalló un conflicto local con los genoveses y se produjo una matanza de italianos, y los barcos genoveses no tardaron en destruir la flota del Imperio y ocupar Kerasus. El emperador tuvo que devolver a los genoveses sus anteriores privilegios.
En 1349, con Alejo III de Trebisonda, volvió la paz. Se casó con Teodora Cantacuzeno, pariente del emperador bizantino Juan VI Cantacuzeno. En 1362, Kilidge Arslan Kelkit, un jefe turcomano, conquistó Şebinkarahisar, y atacó la fortaleza de Siran, y se hizo el amo de la región después de las campañas que hizo entre 1368 y 1374. El 4 de marzo de 1380, Alejo III atacó a los turcomanos que dominaban Sinope, Samsum, Giresun y el valle del Harsit y les derrotó en Kurtun. A finales de siglo aparece por la región Tamerlán, al que Manuel III pagó tributo. En 1396 se rompió el acuerdo con los genoveses y Manuel hubo de dar más privilegios a los venecianos.
Bayezid I (1389-1402), jefe de los turcos otomanos, se hizo amo del litoral del mar Negro entre Heraclea Póntica y Samsun. Trebisonda se alió con Tamerlán y el suministró ayuda, incluidos algunos barcos, en 1402, cuando ganó la batalla de Angora. En tiempos de Juan IV de Trebisonda, los otomanos ya estaban recuperados y comenzaron a hostigar a Bizancio.  Mehmed II asedió Constantinopla y la tomó en mayo de 1453. Juan IV se alió con los Ak Koyunlu y pidió ayuda a Francia. Pero en 1461 Mehmed II inició la conquista de la región, primero el emirato de Sinope, y después a los otros incluyendo a los Ak Koyunlu. Los otomanos asediaron la ciudad por tierra y mar. El asedio duró 21 días y al final David pidió la capitulación.

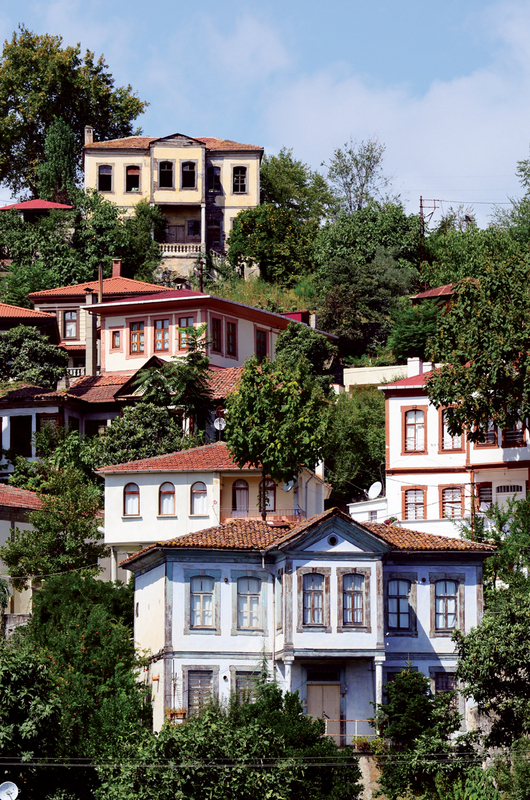
Las Casas antiguas son ejemplos de arquitectura otomana.

### Imperio otomano
Tras la conquista, Mehmed II envió muchos colonos turcos a la zona, pero las antiguas etnias, Griego, Laz y Armenio permanecieron en la región. Sin embargo, al final del siglo XVII una gran parte de los cristianos locales habían sido islamizados y turquizados.

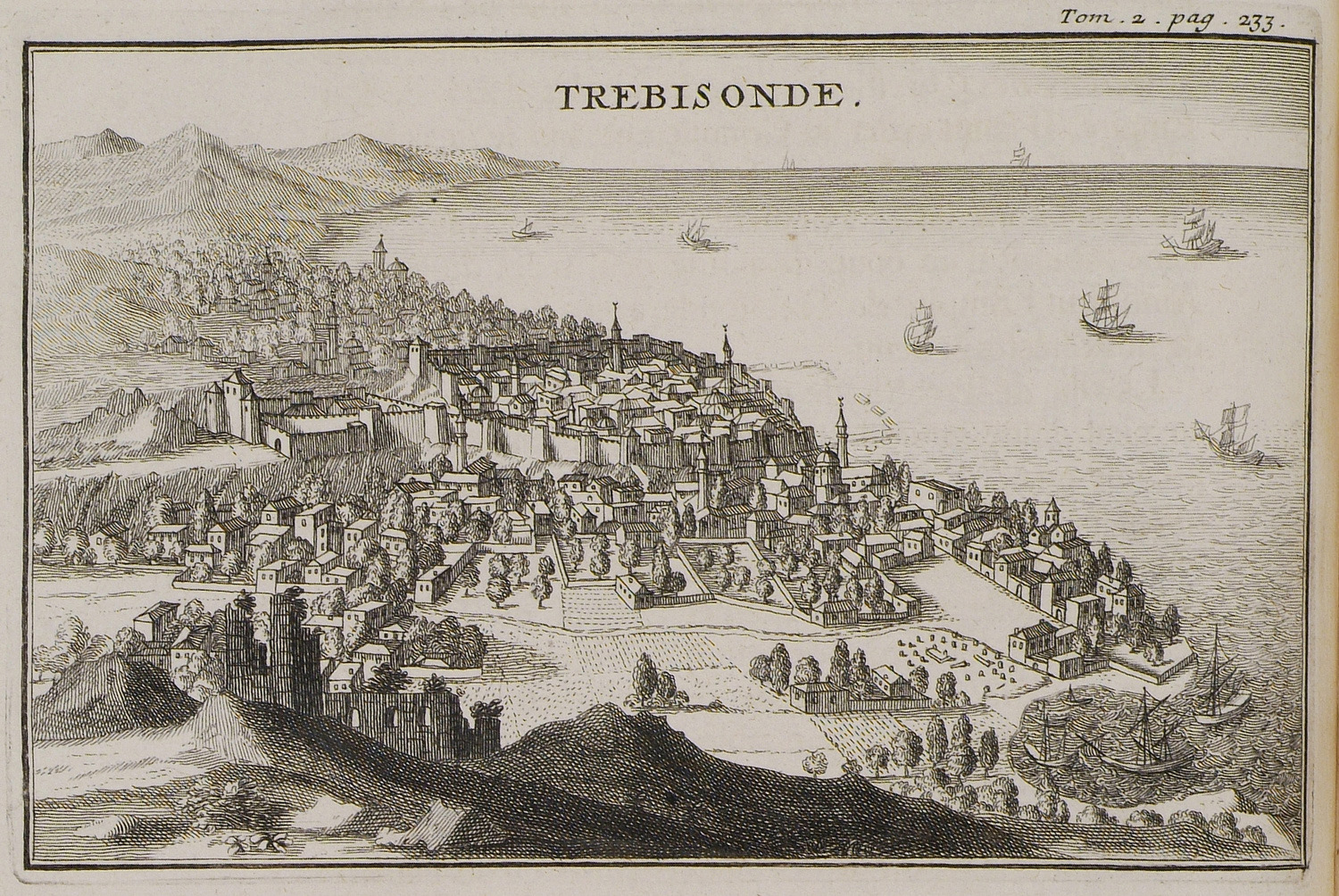
Trebisonda en un grabado de comienzos del

Trebisonda fue centro de sanjacato en el eyalato de Rum (1461-1514) y (1520-1535), y de los eyalatos de Erzincan Bayburt (1514-1517), Anatolia (1517-1520) y Erzurum (1535-1598). En posteriores reorganizaciones territoriales conservó su importancia política como cabeza del noreste de Anatolia: capital del eyalato de Trebisonda (1598-1867) y más adelante del valiato de Trebisonda (1867-1923). Prueba de su relevancia, durante el reinado del sultán Bayezid II, su hijo, el príncipe Selim (más adelante sultán Selim I), fue designado sancakbeyi (bey) de la región. El hijo de Selim I, Solimán el Magnífico, nació en Trebisonda en 1494 y bajo su gobierno el Imperio Otomano conoció su máximo esplendor.
Trebisonda tuvo una clase mercantil rica durante el último período otomano, y la minoría cristiana local tuvo una influencia sustancial en términos de cultura, economía y política. Se abrieron varios consulados europeos en la ciudad debido a su importancia en el comercio regional. En la primera mitad del siglo XIX, la ciudad incluso se convirtió en el principal puerto para las exportaciones persas. Sin embargo, la apertura del canal de Suez en 1869, así como la apertura de la línea de tren entre Tiflis y Teherán, disminuyeron en gran medida la posición comercial internacional de Trebisonda.

### Turquía contemporánea

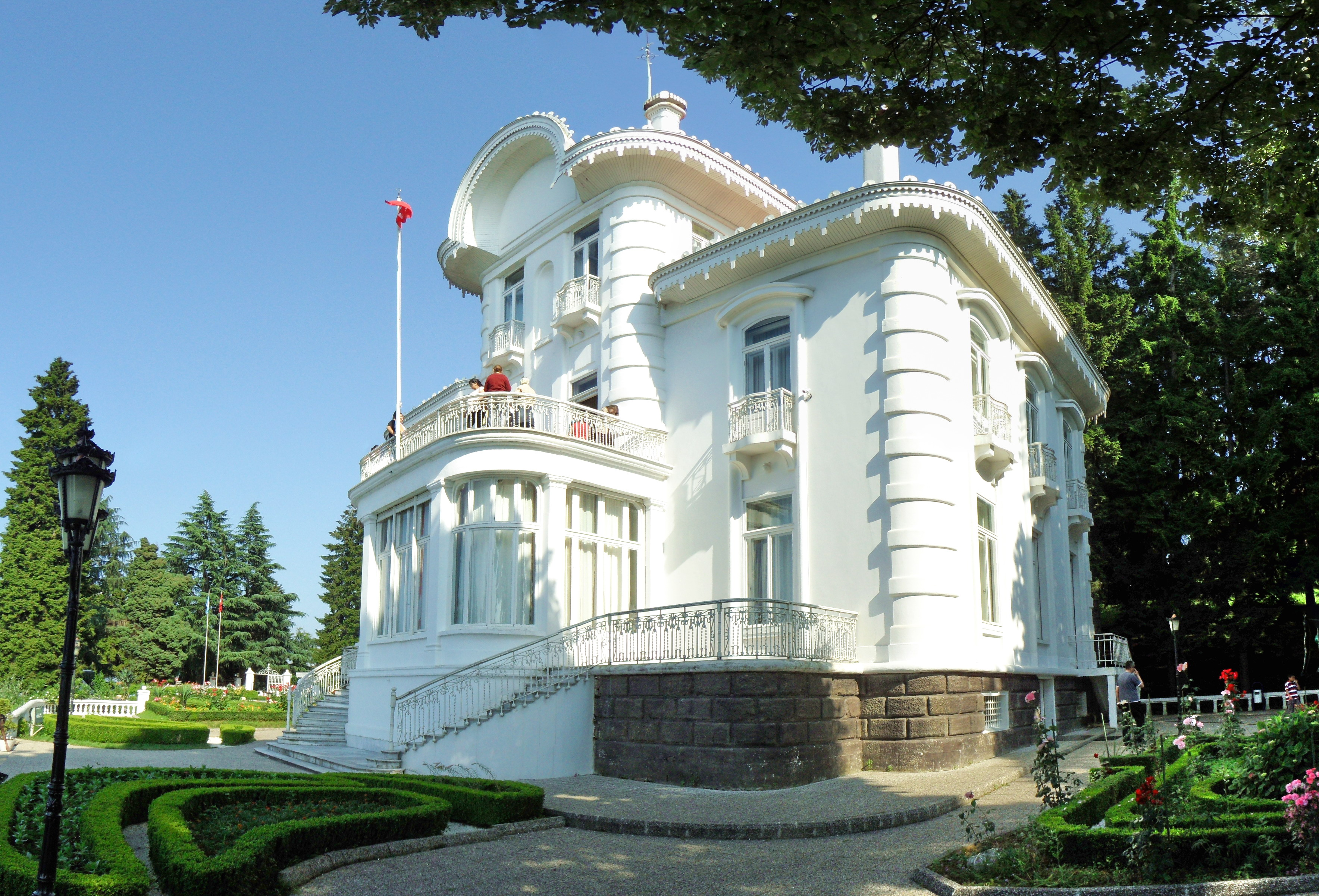
Trabzon Atatürk Köşkü, Casa de Atatürk entre 1934-1937.

Durante la Primera Guerra Mundial, la ciudad fue escenario de operaciones en una de las batallas claves entre los imperios otomano y ruso durante la campaña del Cáucaso; como resultado, Trebisonda fue capturada por el Ejército Imperial Ruso del Cáucaso comandado por el gran duque Nicolás y el general Nikolái Yudénich en abril de 1916.
Tras la Guerra de Independencia turca y la anulación del Tratado de Sèvres y su proyecto de “Armenia Wilsoniana” (1920) que fue substituido por el Tratado de Lausana (1923), Trebisonda volvió a formar parte de Turquía. En enero de 1923, los gobiernos de Turquía y Grecia aceptaron un intercambio forzoso de la población que incluyó aproximadamente 1,5 millones de griegos pónticos que migraron a Grecia.
Durante la Segunda Guerra Mundial decayó la actividad portuaria debido a las campañas del Mar Negro (1941-1944). La ciudad vivió nuevamente problemas económicos que, sin embargo, no han impedido que cuente aún una comunidad considerable de musulmanes de habla griega.

## Geografía

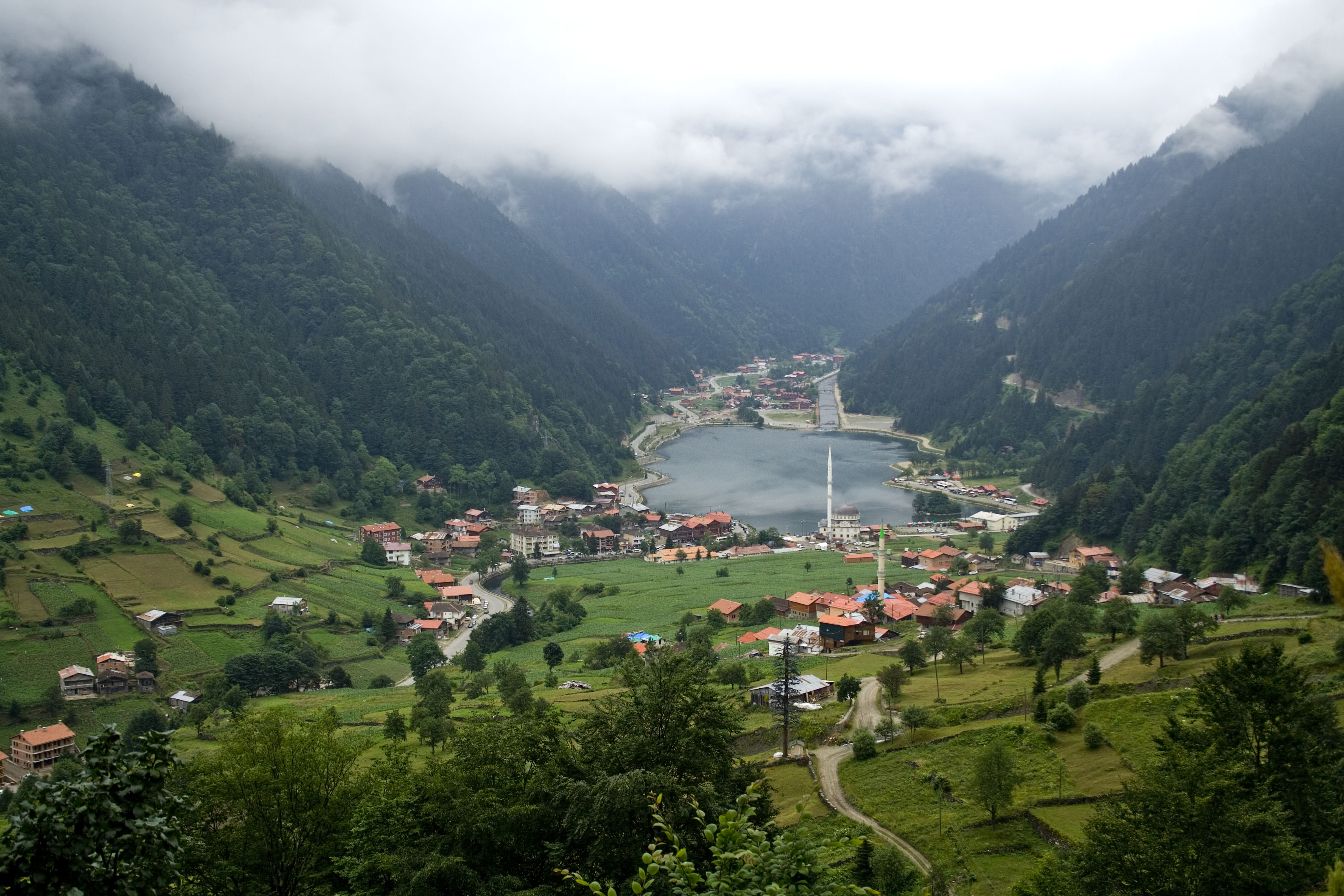
Uzungöl está ubicada en Trebisonda.

Trebisonda está ubicada en la costa sureste del mar Negro, a los pies de los Alpes Pónticos, en la provincia homónima. El distrito tiene una superficie de 188.85 km².

## Clima
| Parámetros climáticos promedio de Trebisonda, Turquía   | Parámetros climáticos promedio de Trebisonda, Turquía | Parámetros climáticos promedio de Trebisonda, Turquía | Parámetros climáticos promedio de Trebisonda, Turquía | Parámetros climáticos promedio de Trebisonda, Turquía | Parámetros climáticos promedio de Trebisonda, Turquía | Parámetros climáticos promedio de Trebisonda, Turquía | Parámetros climáticos promedio de Trebisonda, Turquía | Parámetros climáticos promedio de Trebisonda, Turquía | Parámetros climáticos promedio de Trebisonda, Turquía | Parámetros climáticos promedio de Trebisonda, Turquía | Parámetros climáticos promedio de Trebisonda, Turquía | Parámetros climáticos promedio de Trebisonda, Turquía | Parámetros climáticos promedio de Trebisonda, Turquía |
| Mes                                                     | Ene.                                                  | Feb.                                                  | Mar.                                                  | Abr.                                                  | May.                                                  | Jun.                                                  | Jul.                                                  | Ago.                                                  | Sep.                                                  | Oct.                                                  | Nov.                                                  | Dic.                                                  | Anual                                                 |
| ------------------------------------------------------- | ----------------------------------------------------- | ----------------------------------------------------- | ----------------------------------------------------- | ----------------------------------------------------- | ----------------------------------------------------- | ----------------------------------------------------- | ----------------------------------------------------- | ----------------------------------------------------- | ----------------------------------------------------- | ----------------------------------------------------- | ----------------------------------------------------- | ----------------------------------------------------- | ----------------------------------------------------- |
| Temp. máx. abs. (°C)                                    | 26.1                                                  | 28.2                                                  | 35.2                                                  | 37.6                                                  | 37.8                                                  | 35.9                                                  | 37.0                                                  | 34.8                                                  | 33.2                                                  | 32.7                                                  | 30.3                                                  | 26.4                                                  | 37.8                                                  |
| Temp. máx. media (°C)                                   | 10.9                                                  | 11.0                                                  | 12.1                                                  | 15.5                                                  | 19.1                                                  | 23.5                                                  | 26.2                                                  | 26.7                                                  | 23.8                                                  | 20.1                                                  | 16.5                                                  | 13.2                                                  | 18.2                                                  |
| Temp. media (°C)                                        | 7.4                                                   | 7.3                                                   | 8.6                                                   | 11.8                                                  | 16.0                                                  | 20.4                                                  | 23.2                                                  | 23.4                                                  | 20.3                                                  | 16.5                                                  | 12.7                                                  | 9.6                                                   | 14.8                                                  |
| Temp. mín. media (°C)                                   | 4.7                                                   | 4.4                                                   | 5.5                                                   | 8.8                                                   | 12.9                                                  | 17.1                                                  | 20.1                                                  | 20.4                                                  | 17.3                                                  | 13.6                                                  | 9.8                                                   | 6.7                                                   | 11.8                                                  |
| Temp. mín. abs. (°C)                                    | -6.0                                                  | -6.1                                                  | -5.0                                                  | -2.0                                                  | 5.4                                                   | 9.2                                                   | 13.5                                                  | 13.8                                                  | 8.5                                                   | 3.4                                                   | 0.6                                                   | -3.1                                                  | -6.1                                                  |
| Precipitación total (mm)                                | 73.3                                                  | 60.2                                                  | 59.1                                                  | 58.7                                                  | 51.8                                                  | 51.4                                                  | 34.7                                                  | 43.1                                                  | 76.1                                                  | 113.9                                                 | 94.5                                                  | 82.0                                                  | 798.8                                                 |
| Días de lluvias (≥ 1 mm)                                | 13.2                                                  | 12.7                                                  | 14.2                                                  | 14.9                                                  | 13.5                                                  | 11.3                                                  | 8.3                                                   | 9.4                                                   | 11.8                                                  | 13.2                                                  | 12.4                                                  | 13.1                                                  | 148                                                   |
| Horas de sol                                            | 83.7                                                  | 89.6                                                  | 105.4                                                 | 129.0                                                 | 176.7                                                 | 210.0                                                 | 179.8                                                 | 167.4                                                 | 150.0                                                 | 133.3                                                 | 108.0                                                 | 80.6                                                  | 1613.5                                                |
| Humedad relativa (%)                                    | 69                                                    | 69                                                    | 73                                                    | 75                                                    | 77                                                    | 75                                                    | 73                                                    | 73                                                    | 74                                                    | 73                                                    | 70                                                    | 68                                                    | 72.4                                                  |
| Fuente n.º 1: Devlet Meteoroloji İşleri Genel Müdürlüğü |                                                       |                                                       |                                                       |                                                       |                                                       |                                                       |                                                       |                                                       |                                                       |                                                       |                                                       |                                                       |                                                       |
| Fuente n.º 2: Weatherbase                               |                                                       |                                                       |                                                       |                                                       |                                                       |                                                       |                                                       |                                                       |                                                       |                                                       |                                                       |                                                       |                                                       |

## Demografía
La población total de Trebisonda asciende a 807 903. Los dialectos que se hablan en la zona en la costa oriental del mar Negro han conservado características arcaicas, al mismo tiempo que muestran varias innovaciones, debido a la influencia de otros idiomas en la región. Los arcaísmos indican que los primeros hablantes de turco deben haberse establecido en el área más de un siglo antes de la conquista otomana (siglo XIV).

## Economía

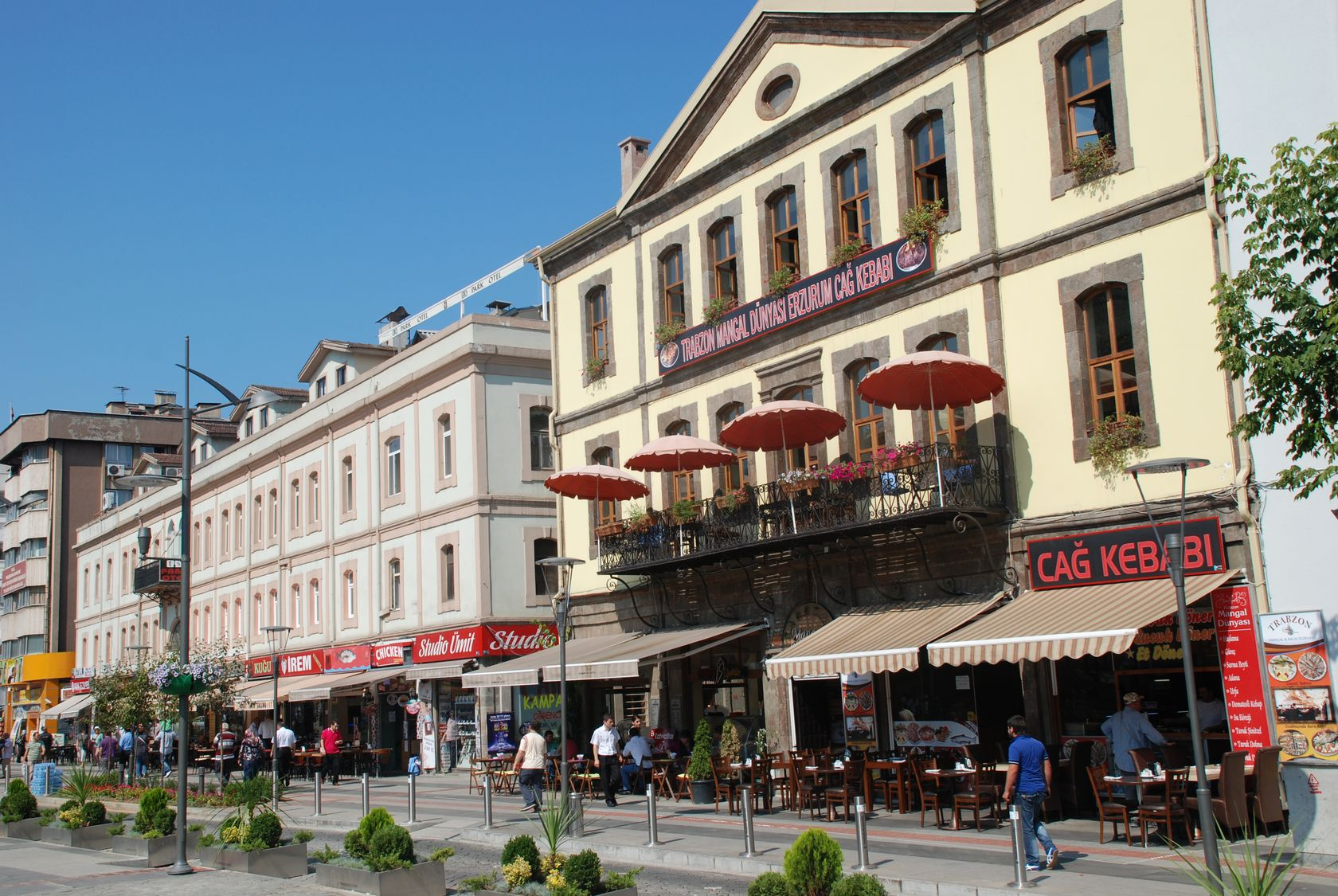
Atatürk Alani, plaza de Atatürk es el centro comercial.

Trebisonda es el más importante de todos los puertos del Mar Negro, ya que se encuentra justo en el eje comercial norte-sur y este-oeste. En la Edad Media fue uno de los principales puertos de escala en la histórica ruta de la Seda. Durante los siglos siglo XVIII y XIX fue el tercer puerto más ocupado del Imperio otomano después de Estambul y Esmirna en términos de ingresos obtenidos por el tesoro gracias al comercio internacional. Hasta la Primera Guerra Mundial, la ciudad ocupaba una posición vital en las rutas comerciales entre Asia Central, el Cáucaso, Irán y Rusia, uniendo Oriente y Occidente. Por esta razón, la ciudad fue objeto de maniobras políticas entre Alemania, Francia, Rusia y el Reino Unido en ese período.
Sin embargo, los cambios políticos y económicos tras la Primera Guerra Mundial llevaron al cierre de la “puerta este de Turquía”. Luego, durante la Guerra Fría la región se vio atrapada en un “callejón sin salida” y, en un espacio de 70 años, la ciudad estuvo al borde del estrangulamiento económico. Sin embargo, la apertura en 1988 de un punto de cruce fronterizo entre Turquía y la Unión Soviética, único cruce terrestre en la región, seguido en 1991 de la disolución de la Unión Soviética y la aparición de nuevos estados creó nuevas perspectivas para Trebisonda.
Aunque se pueden cultivar diferentes variedades de frutas y verduras en Trebisonda, debido a su estructura geográfica, solo aproximadamente el 25% de la tierra se utiliza para la agricultura. Trebisonda y la región de la cual es la metrópoli, tienen dos productos agrícolas principales. Alrededor del 20 % de la producción de avellanas y té del país tiene lugar en Trebisonda. Además de estos dos productos principales se producen también tabaco, papas y maíz.
La ciudad tiene un bajo nivel de desarrollo industrial. Su industria manufacturera está basada en la agricultura, aunque hay varias instalaciones de procesamiento de avellanas y té. Además, se lleva a cabo la fabricación de cemento, materiales de construcción, productos médicos, productos de metal y vidrio, junto con artículos de cobre, oro y plata. Adicionalmente, hay fábricas de conservas de pescado donde se produce paralelamente harina de pescado.

## Infraestructura

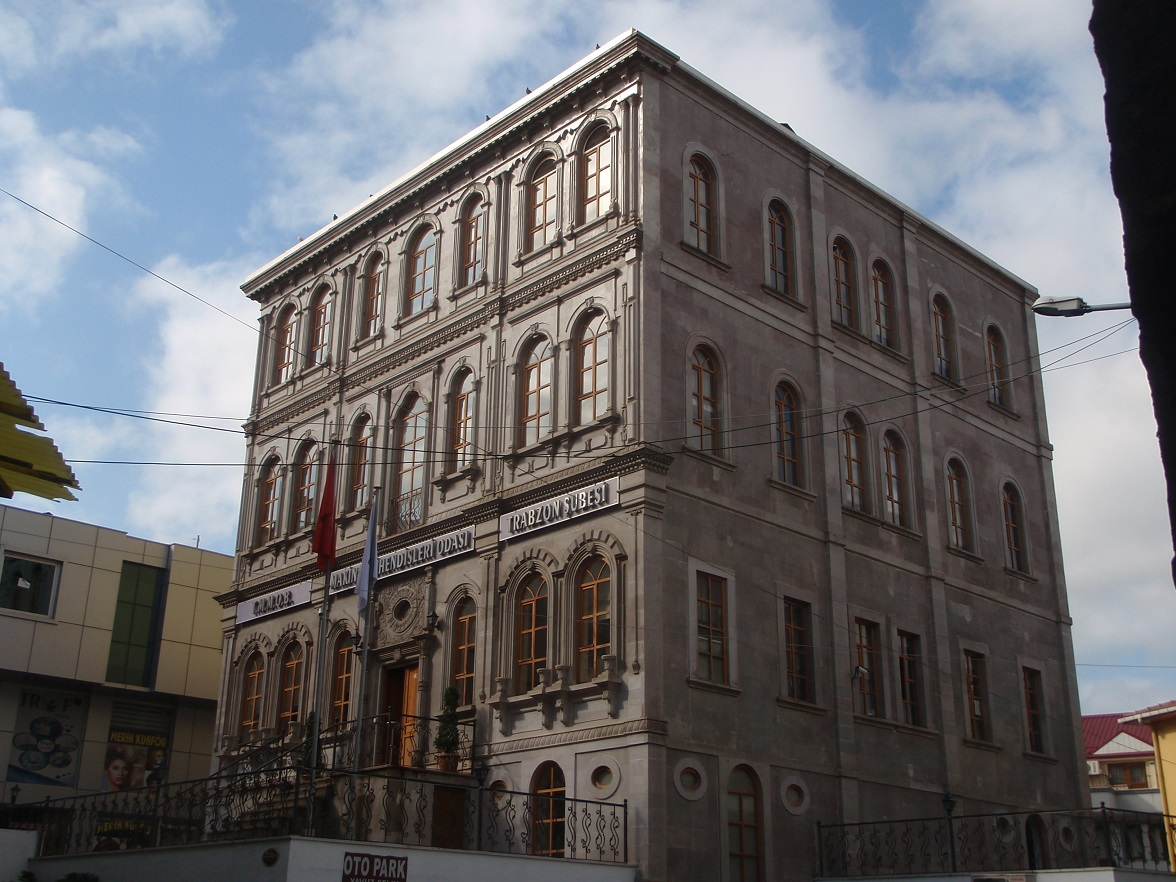
Edificio de Unión Nacional de Arquitectos e Ingenieros.

Como resultado el desarrollo general del país, Trebisonda ha experimentado un desarrollo de su vida económica y comercial. La carretera costera y un puerto nuevo han aumentado las relaciones comerciales con el centro de Anatolia, lo que ha proporcionado cierto crecimiento. Sin embargo, el progreso ha sido lento en comparación con la zona occidental y el sudoeste de Turquía.

### Transporte
Los autobuses de enlace de la ciudad, que proporcionan transporte entre el centro de la ciudad y el aeropuerto de Trebisonda que se inauguró en 1957.  Todas las compañías de autobuses son de propiedad privada y pueden tener diferentes horarios de servicio. Según las costumbres locales, una persona soltera generalmente debe sentarse junto a un pasajero del mismo sexo.

## Cultura

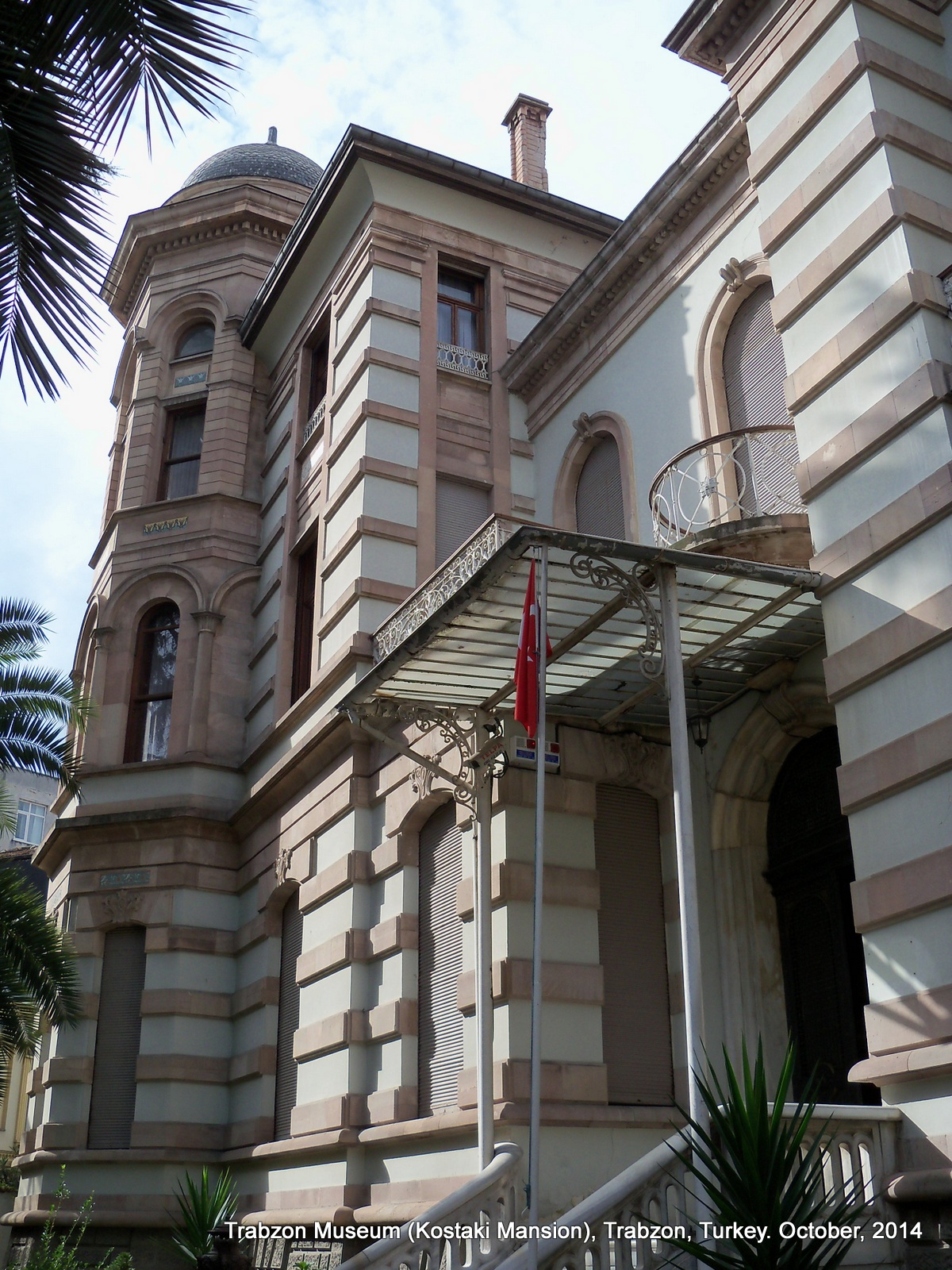
El Museo de Trebisonda es el museo arqueológico y etnográfico de la ciudad.

El baile popular todavía es muy evidente en la región del Mar Negro. El "Horon" es un famoso baile indígena de la ciudad y sus alrededores. Lo realizan hombres, mujeres, jóvenes y ancianos por igual; en festividades, bodas locales y tiempos de cosecha. Si bien es similar a los bailes cosacos rusos en términos de intensidad, la danza folclórica de Trebisonda es probablemente indígena de la región oriental del Mar Negro, que tiene una considerable variedad de música folclórica.
La investigación de los edificios históricos de Trebisonda se ha concentrado principalmente en el período bizantino-Comnenos y en las iglesias y monasterios erigidos en el período otomano. Un trabajo de esta naturaleza iniciado por Jakob Philipp Fallmerayer en el siglo XIX se ocupó de iglesias, monasterios y otras estructuras en el centro de la ciudad.
La última novela de Rose Macaulay, The Towers of Trebizond (1956), aumentó el perfil de la ciudad en el mundo de habla inglesa.
El Museo de Trebisonda, con obras arqueológicas y etnográficas, se inauguró en 2001 en la mansión Kostaki, un edificio residencial construido a principios del siglo XX.
La iglesia del monasterio de Trabzon Ayasofya se construyó entre 1238 y 1263 en la época de Manuel I de Trebisonda. El edificio está en el lado occidental de la Iglesia del Campanario y fue construida en 1427. Cuando Trebisonda fue conquistada por Mehmed II, el edificio se convirtió en una mezquita. Entre 1958 y 1962 fue restaurado y, después de 1964, se convirtió en museo.

### Religión

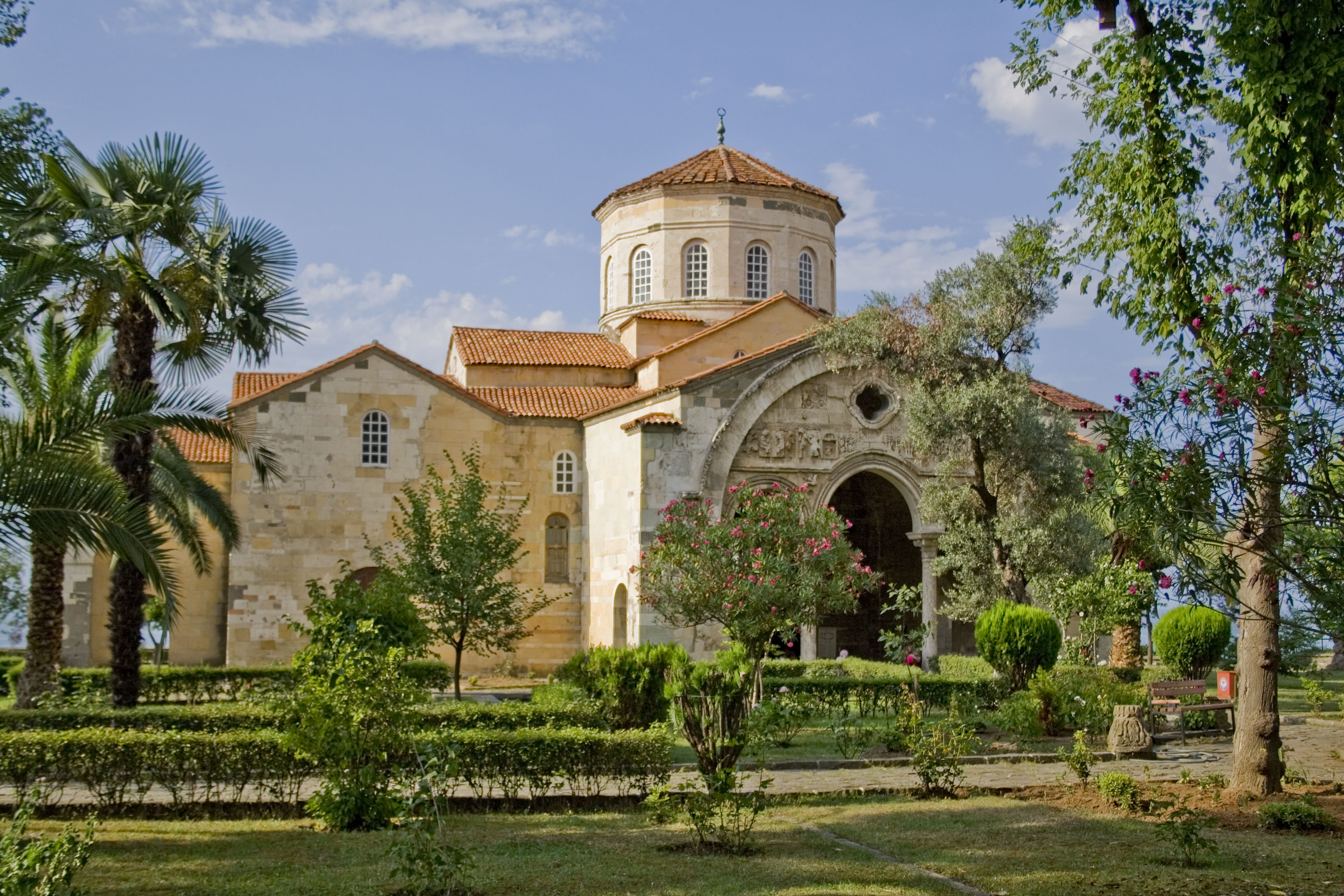
La iglesia de Santa Sofía, ahora Museo de Santa Sofía, es una antigua iglesia ortodoxa griega ubicada en la ciudad.

Eugenio, uno de los soldados del Imperio romano, fue martirizado por destruir un ídolo y fue hecho santo y convertido en patrón de la ciudad.
El monasterio de Sumela, situado en las montañas al sur de la ciudad, es un museo de interés arqueológico. Sin embargo, el gobierno turco permite que durante un día al año —el 15 de agosto— se utilice el lugar para el culto y ceremonias religiosas.

### Gastronomía
Trebisonda es famosa en Turquía por su anchoas, se llama hamsi, comida principal en muchos restaurantes de la ciudad. Las exportaciones principales de la región son avellanas y té.

### Deporte
El Trabzonspor Kulübü es un club de fútbol con sede en la ciudad que juega en la Superliga de Turquía.

### Lengua castellana
En español, trapisonda significa 'bulla, embrollo, agitación marina', y según el DLE procede del nombre de esta ciudad.